# Фасиледэс
Фасиледэс (геэз ፋሲልደስ Fāsīladas, соврем. Fāsīledes, Василид у Эдварда Гиббона; тронное имя ʿАлам Сагад, геэз ዓለም ሰገድ ʿĀlam Sagad, соврем. ʿĀlem Seged, «пред кем склоняется мир»; 1603 — 18 октября 1667) — негус Эфиопии с 1632 по 18 октября 1667 года, представитель Соломоновой династии. Считается основателем новой столицы Гондэра и, соответственно, основоположником гондэрского периода в эфиопской истории. 
Сторонник эфиопского православия, Фасилидэс прекратил все контакты между Эфиопией и Западной Европой, изгнав всех европейских иезуитов и их миссионеров, а также заключил пакты безопасности с окружающими исламскими султанатами и установив дипломатические отношения с могущественными мусульманскими династиями (Сефевиды, Османы, Моголы и имамы Йемена). Эта изоляция Эфиопской империи от Европы длилась более двух столетий. 

## Биография
Амхарского происхождения, Фасиледэс был сыном негуса Сусныйоса и императрицы Султаны Могасса и родился в Магазазе в Шоа до 10 ноября 1603 года. Его деда по отцовской линии также звали Фасилидэсом. 
Фасиледэс был провозглашён императором в 1630 году во время восстания, во главе которого стоял Сарса-Крыстос, но фактически взошёл на трон после отречения от престола отца 14 июня 1632 года. Став императором, Фасиледэс сразу же восстановил официальный статус традиционной Эфиопской православной церкви. Он послал за новым абуной к александрийскому патриарху, восстановив почти забытые в последнее время древние отношения. Задавшись целью искоренить католические влияния, он конфисковал земли иезуитов в Данказе и в других районах империи, сослав их во Фремону. Услышав об обстреле португальцами Момбасы, Фасиледэс подумал, что за этим стоит Афонсо Мендес, католический прелат, и изгнал оставшихся иезуитов из страны. Мендес и большинство его последователей вернулись в Гоа, по пути несколько раз будучи ограбленными или брошенными в тюрьму. В 1665 году Фасиледэс приказал сжечь «книги франков» — оставшиеся религиозные тексты католиков.

Обычно Фасиледэсу приписывают основание города Гондэра в 1636 году, который сделал его столицей Эфиопии. Возведённая им каменная императорская резиденция стала первой в истории Эфиопии. Было ли на этом месте поселение до основания им тут столицы, неизвестно. Среди построенных им там зданий начало комплекса, ставшего позднее известным как Фасил-Гебби, а также некоторые из самых ранних легендарных 44 церквей Гондэра: Адабабай Иясус, Адабабай Текле Хайманот, Ататами Микаэль, Гимджабет Марьям, Фит Микаэль, Фит Аббо. Также ему приписывают строительство семи каменных мостов в Эфиопии; вследствие чего зачастую считается, что все старые мосты в Эфиопии — дело его рук. 

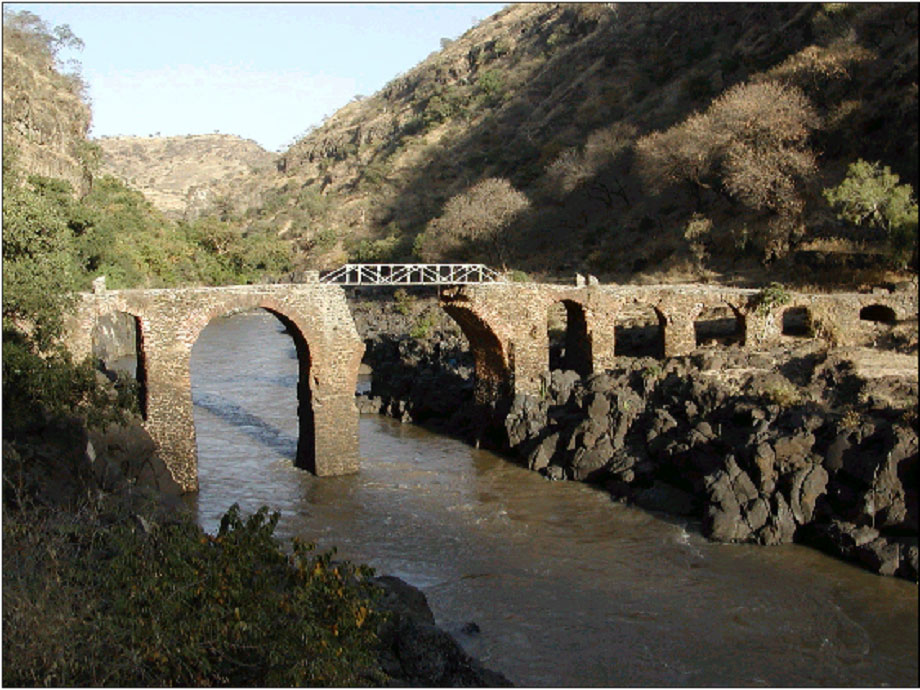
Сэбара Дилдий (сломанный мост на амхарском) был одним из двух каменных мостов, возведённых через Голубой Нил в период правления Фасиледэса. Сэбара Дилдий был позднее отремонтирован во время правления императора Менелика в 1901 году. На фото показан ремонт моста, выполненный американской благотворительной организацией Bridges to Prosperity в 2001 году.

 Император Фасиледэс также построил собор Марии Сионской в Аксуме. Возведённая Фасиледэсом церковь ныне известна как «Старый собор» и стоит рядом с более новым собором, построенным императором Хайле Селассие I.
Восстание народов агау в Ласте, начавшееся при его отце, продолжалось во время его правления и на протяжении своего царствования Фасиледэс регулярно совершал карательные экспедиции в Ласту. Первая, в 1637 году оказалась неудачной, поскольку в сражении под Либо (Battle of Libo) его воины испугались нападения агау и их вождь, Мэлька-Крыстос (Melka Kristos), занял дворец Фасиледэса и его трон. Фасиледэс быстро собрался с силами и обратился за помощью к кэннязмачу Диммо, правителю Сымена, и к своему брату Гэлаудеуосу, правителю Бэгемдыра. Они выступили против Мэлька-Крыстоса, по-прежнему остававшемуся в Либо, где тот и был убит, а его воины разбиты. В следующем году Фасиледэс выступил на Ласту: по словам Джеймса Брюса, агау отступили в свои укрытия в горах, и «почти вся армия погибла посреди гор; большей частью от голода, но всё же во многом от холода, очень примечательное обстоятельство в этих широтах».
В 1664—1665 годах Фасиледэс отправил посольство в Индию, чтобы поздравить Аурангзеба с восшествием на престол Империи Великих Моголов. Сообщается, что делегация преподнесла императору Моголов несколько ценных подношений, таких как рабы, слоновая кость, лошади, зебры, набор искусно украшенных серебряных карманных пистолетов и различные другие экзотические подарки. 

Фасиледэс пытался в 1642–1647 годах установить дипломатические отношения с зейдитским имамом Йемена Аль-Мутаваккилем Исмаилом, поскольку после оккупации Массауа Османской империей пытался разработать новый торговый путь через Бейлуль, прямо напротив йеменской гавани Моха. Имамы аль-Муайяд Мухаммед и его сын аль-Мутаваккиль Исмаил сперва предположили, что Фасиледэс заинтересован в обращении в ислам, и в 1646 году в Гондэр было отправлено йеменское посольство; поняв истинные мотивы Фасилида, йеменцы умерили свой энтузиазм, и проект был заброшен. 

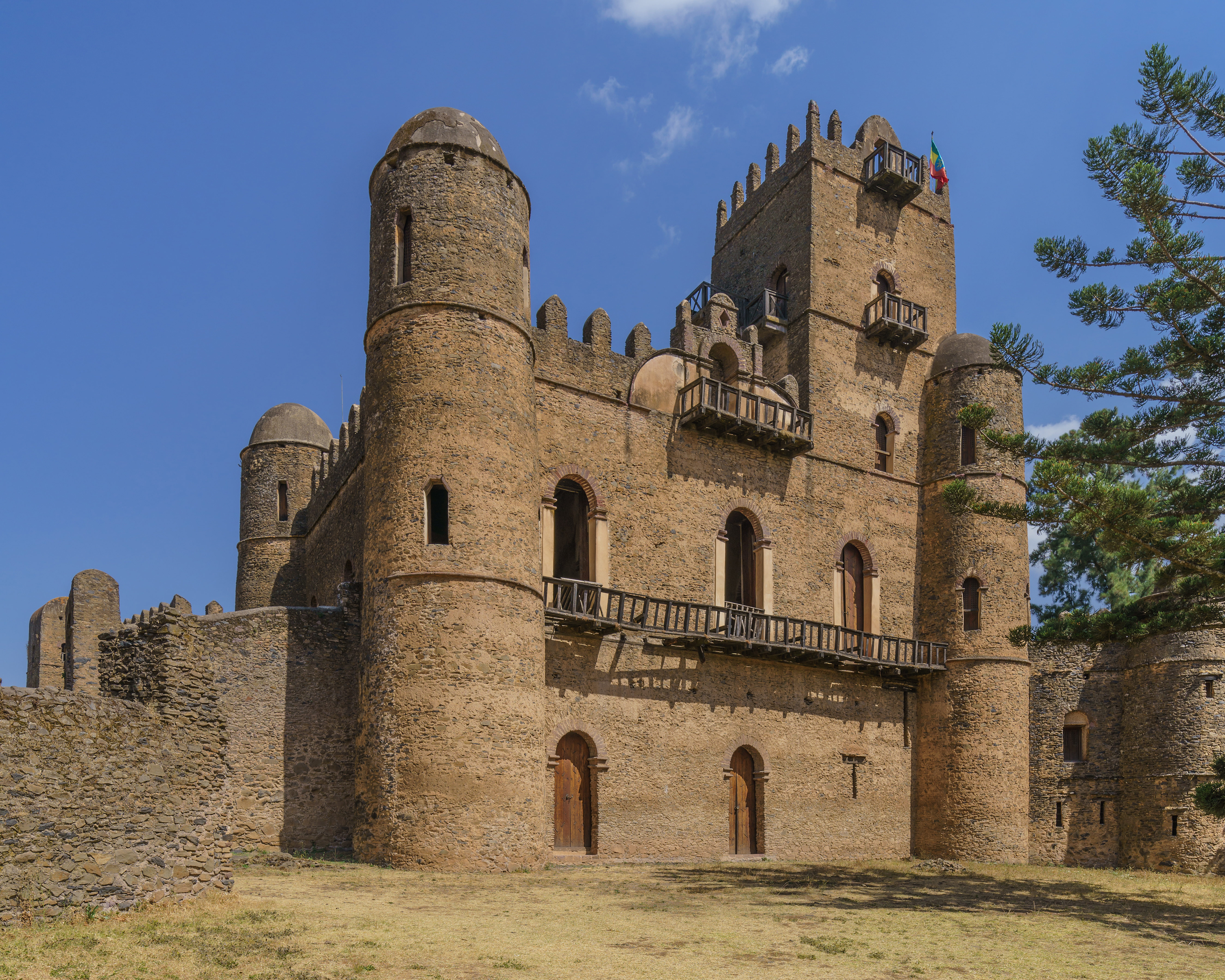
Замок Фасиледэса в Гондэре (Амхара)

В 1666 году, после того, как его сын Дауит восстал, Фасиледэс заточил его в Вэхни (Wehni), возродив древний обычай заточения опасных членов императорской семьи на вершине горы, точно также как их когда-то заточали в Амба-Гышене (Amba Geshen).
Фасиледэс умер в Азазо, в восьми километрах к югу от Гондэра, и был похоронен в монастыре св. Стефания (Daga Estifanos), на острове Дага на озере Тана. Когда Натаниэлю Кенни (Nathaniel T. Kenney) показали останки Фасиледэса, он заметил в том же гробу мумифицированное тело меньших размеров. Монах пояснил Кенни, что это был семилетний сын Фасиледэса Исур, задавленный в толпе людей, пришедших засвидетельствовать своё почтение новому царю.

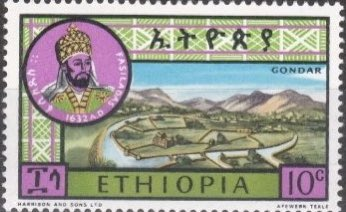
Почтовая марка современной Эфиопии, изображающая Фасиледэса